# Весёлый (Весёловский район)
Весёлый — посёлок в Весёловском районе Ростовской области.
Административный центр Весёловского района и Весёловского сельского поселения. С 1981 по 1991 г. имел статус посёлка городского типа.

## География
Расположен в 100 км (79,44 км по прямой) от г. Ростова-на-Дону и в 55 км от ближайшей железнодорожной станции Мечетинская, на левом берегу Маныча.

## История

### XIX век
Хутор Весёлый основан в 1845 году казаками из станицы Багаевской.
В 1845 году по велению атамана из станицы Багаевской были выселены семеро казаков с семьями за бунтарский характер. Казачий Круг утвердил решение атамана. Переселенцам выделили денежный пай. Бурно отметив переселение, казаки взялись строить землянки. С тех семи землянок и начался Весёлый Хутор (первоначально — Весёлая Семиизбянка). Однако вскоре с лёгкой руки писаря станичного правления слово «хутор» стали писать впереди и с маленькой буквы. Так появилось название «хутор Весёлый».

### XX век
Согласно «Алфавитному списку населённых мест области войска Донского» за 1915 год, в хуторе Весёлом насчитывалось 300 дворов и проживало 1998 человек (1103 мужчины и 895 женщин). В хуторе имелись: хуторское правление, Успенская церковь, двухклассное приходское училище, женское церковно-приходское училище, почтовое отделение. С 13 по 20 октября проводилась ежегодная ярмарка.
В годы Гражданской войны в хуторе Весёлом и вокруг него шли яростные кровопролитные сражения, так как Манычский фронт был важнейшим стратегическим рубежом, открывавшим прямой путь на Кубань. К весне 1920 года Весёлый был взят войсками Красной Армии.
В Весёлом появляются трудовые артели, которые вскоре были объединены в одну большую артель в количестве трёх тысяч человек. В 1920 году в трудовой артели хутора Весёлого работали мастерские: кузнечная, плотников, сапожников, жестянщиков, печников, портных, фуражников, часовщиков, парикмахеров.
6 ноября 1929 года крестьяне хутора Весёлого объединились в коллективное хозяйство, которое назвали «12 лет Октября». Первым председателем колхоза стал Василий Дмитриевич Лукашов.
В 1930-х годах, с началом строительства Манычского водного пути река Маныч стала судоходной, в Весёлом появилась пристань, у которой весной 1934 года пришвартовался первый пароход. Одновременно на Маныче шло строительство Весёловского гидроузла, который стал крупнейшим на трассе Манычстроя.
1 января 1935 года на карте Ростовской области появилась новая административная единица — Весёловский район (до этого Весёлый входил в состав Мечётинского района). Хутор Весёлый стал административным центром.
В Великую Отечественную войну на территории района были сильные бои летом 1942 года (когда фашисты рвались к Сталинграду и на Северный Кавказ) и зимой 1943 года (когда Советская Армия освобождала от оккупантов донскую землю). Район был оккупирован с 27 июня 1942 года по 21 января 1943 года. Район был освобождён от немецких войск в самом конце января 1943 года войсками 2-й гвардейской и 56-й армий.
После окончания Великой Отечественной войны, в 1947 году, начались восстановительные работы на Западном Маныче, и через два года в районе Весёлого была восстановлена земляная плотина, построены шлюзы, мост, электростанция и создано крупное Весёловское водохранилище вместимостью более 1,5 млн м³ воды.
В 1952 году впервые в области Весёловский самотёчный канал дал воду полям Весёловского, Багаевского и Аксайского районов. В 1953 году была создана головная насосная станция и через степи района прошел Азовский магистральный канал.
В 1957 году в Весёлом появился собственный аэропорт: открылось движение самолётов АН-2 по маршруту Ростов — Весёлый — Мартыновка — Весёлый — Ростов.
В январе 1963 года Весёловский район был реорганизован, его территорию передали Зерноградскому, позже Семикаракорскому, а в марте 1964 года — Багаевскому району. Хутор Весёлый утратил статус районного центра.
В 1972 году отряд Донской экспедиции Института археологии Академии наук СССР вблизи посёлка, на правом берегу реки Маныч, обнаружил крупную курганную группу Шахаевская II.
12 апреля 1978 года согласно указу Президиума Верховного Совета РСФСР был вновь образован Весёловский район с административным центром в хуторе Весёлый.
13 июня 1979 года было принято решение об отнесении Весёлого к категории рабочего посёлка.
В 1991 году решением президиума исполнительного комитета Весёловского районного совета народных депутатов № 20 от 4 июля 1991 года рабочий посёлок Весёлый был преобразован в населённый пункт «посёлок Весёлый».

### XXI век
В 2004 году в ходе реформы местного самоуправления посёлок Весёлый стал центром нового административного образования — Весёловского сельского поселения, одного из четырёх сельских поселений, входящих в состав Весёловского района.

## Население
| 1959 | 1979  | 1989  | 2002  | 2010  |
| ---- | ----- | ----- | ----- | ----- |
| 5930 | ↗7233 | ↗8424 | ↗8820 | ↗9175 |

## Известные люди
- Дущенко, Евгений Александрович (род. 1953) — советский и российский тренер, волейболист.
- Зимовец, Сергей Николаевич (род. 1954) — философ, психоаналитик, проф. университета Лозанны, с 1997 по 2011 год ректор Московского института психоанализа.
- Колесов Геннадий Семёнович (род. 1946 г.) — писатель, поэт, член Союза писателей России.
- Потапов, Владимир Алексеевич (1932—2004) — писатель, член Союза писателей России.
- Фёдоров, Иван Филиппович (1917—1988) — поэт, член Союза писателей СССР.
- Месропян, Александр Генрикович (род. 1962) — поэт, член Союз российских писателей.
- Хван Чан Ир (1893—1966) — Герой Социалистического Труда.
- Лукашов Владимир Иванович (род. 12 октября 1949 г.) — заслуженный учитель Российской Федерации. С 1972 по 2021 год работал учителем русского языка и литературы в школе №10 города Таганрога, с 1978 по 2021 год работал заместителем директора по учебно-воспитательной работе. Издавал книги по решению учебно-методического центра Таганрога: «Из опыта работы по изучению темы А.П. Чехова в 10 классах» (1999 г.), «Русский язык. В помощь учащимся по подготовке к ЕГЭ» (2005 г.).

## Экономика
В посёлке Весёлый действует 2 рынка, 5 супермаркетов, предприятия общественного питания, частные торговые и производственные предприятия.
В 2008 году был введён в эксплуатацию полигон твёрдых бытовых отходов.
В октябре 2009 года в посёлке был построен маслоэкстракционный завод «ДонМаслоПродукт» мощностью 38 000 т подсолнечного масла в год.

## Образование
В посёлке Весёлый находятся 2 средних общеобразовательных школы: Весёловская СОШ № 1 и Весёловская СОШ № 2.
Учреждения дополнительного образования: Детская школа искусств им. Н. Е. Сорокина, Центр детского творчества, Детско-юношеская спортивная школа.
Учреждения дошкольного образования: детский сад № 1 «Колокольчик», детский сад № 2 «Сказка».

## Культура

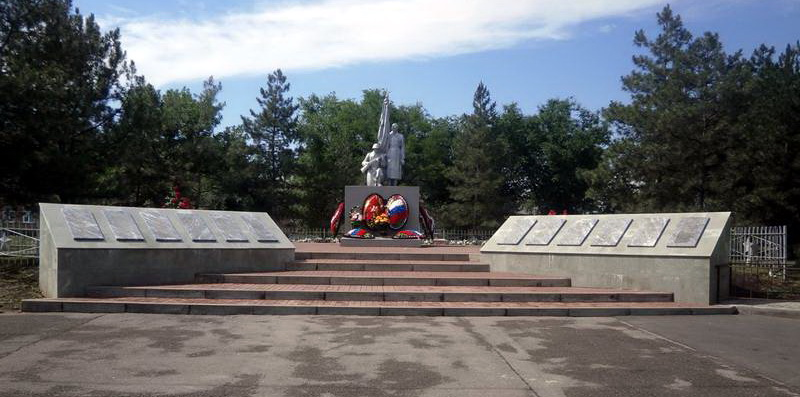
Воинский мемориал в посёлке Весёлый

- Весёловская Межпоселенческая центральная библиотека.
- Районный дом культуры, сельский дом культуры.
- Памятники: 4 (памятник В. И. Ленину; воинский мемориал; памятник участникам ликвидации последствий аварии на Чернобыльской АЭС; памятник павшим воинам на улице Братской).